# Ruwe zwelghaai
De ruwe zwelghaai (Centrophorus granulosus) is een vis uit de familie van de zwelghaaien en snavelhaaien (Centrophoridae) en behoort derhalve tot de orde van doornhaaiachtigen (Squaliformes). De vis kan een lengte bereiken van 160 centimeter.

## Leefomgeving
De ruwe zwelghaai is een zoutwatervis. De vis prefereert diep water en komt voor in de Grote, Atlantische en Indische Oceaan. Bovendien komt de ruwe zwelghaai voor in de Middellandse Zee. De soort leeft op dieptes tussen 100 en 1200 meter. De vis staat op de Rode Lijst als kwetsbaar aangegeven.

## Relatie tot de mens
De ruwe zwelghaai is voor de visserij van beperkt commercieel belang. In de hengelsport wordt er weinig op de vis gejaagd.